# Bryodina
Bryodina Hafellner  (włoniec) – rodzaj grzybów z rodziny misecznicowatych (Lecnoraceae). Ze względu na współżycie z glonami zaliczany jest do grupy porostów.

## Systematyka i nazewnictwo
Pozycja w klasyfikacji według Index Fungorum: Lecanoraceae, Lecanorales, Lecanoromycetidae, Lecanoromycetes, Pezizomycotina, Ascomycota, Fungi.
Nazwa polska według opracowania W. Fałtynowicza.

## Gatunki
- Bryodina rhypariza (Nyl.) Hafellner & Türk 2001 – włoniec górski
- Bryodina selenospora (Poelt & H. Mayrhofer) Hafellner 2001

Nazwy naukowe na podstawie Index Fungorum. Nazwy polskie według W. Fałtynowicza.